# Relativity Space
Relativity Space est une société aérospatiale américaine basée à Los Angeles, en Californie qui développe et commercialise ses propres lanceurs spatiaux. L'entreprise est fondée en 2015 par Tim Ellis et Jordan Noone. Relativity Space développe ses propres moteurs-fusées. Elle compte obtenir des gains de productivité décisifs grâce à un recours systématique de l'impression 3D.
La société développe le lanceur léger Terran 1 capable de placer plus d'une tonne en orbite basse dont le premier vol a lieu en mars 2023. Peu après, la société annonce qu'elle abandonne la commercialisation de ce lanceur qui occupe un créneau très encombré et qu'elle se concentre sur le développement du lanceur lourd partiellement réutilisable Terran R d'une capacité de 23 tonnes dont le premier vol est programmé en 2026.

## Historique

### Création de la société
Relativity Space est fondée en 2015 par Tim Ellis (Directeur général) et Jordan Noone (en) (Directeur technique) avec l'idée de fabriquer des lanceurs en utilisant les avantages procurés par l'impression 3D de manière beaucoup plus systématique que les entreprises existantes du NewSpace comme Blue Origin et SpaceX. Relativity Space prévoit d'imprimer en 3D un lanceur complet. Selon Relativity Space, l'utilisation systématique de l'impression 3D permet de réduire le délai de conception et d'utiliser moins d'outils et de main-d'œuvre humaine.

### Financement et développement
Relativity Space annonce en novembre 2020 son financement de série D de 500 millions de dollars à une évaluation de 2,3 milliards de dollars , portant son montant total de financement à 685,7 millions de dollars. Relativity Space est financé par Tiger Management (en), Fidelity Investments, Baillie Gifford, Bond (en), Tribe Capital (en), Playground Global (en), Social Capital (en), Y Combinator, et Mark Cuban. L’entreprise prévoit de lancer sa première fusée, baptisée Terran 1, début 2022.

### Commercialisation du lanceurTerran 1
Le premier contrat de lancement par une fusée Terran 1 est rendu public le 5 avril 2019. Il comprend plusieurs lancements de satellites gérés par l'opérateur canadien Telesat. 
En avril 2019, Relativity Space passe un contrat avec la société mu Space (en) pour le lancement en orbite basse par une fusée Terran 1 d'un de ses satellites au second semestre 2022. 
En mai 2019, Relativity Space signe un contrat avec Spaceflight Industries, un fournisseur de « covoiturage spatial » et de gestion de mission. Les termes de cet accord n’ont toutefois pas été divulgués, cependant il a été partagé que le contrat comprenait un lancement de la fusée Terran 1 au troisième trimestre 2021, avec une option pour un nombre non précisé de lancements supplémentaires. 
En septembre 2019, Relativity Space et Momentus Space annoncent leur accord de service de lancement lors de la 2019 World Satellite Business Week à Paris. L’accord précise que les lanceurs Terran 1 de Relativity Space lanceront en orbite les remorqueurs spatiaux Vigoride (en) de Momentus Space. Le contrat est pour un lancement, avec une option pour cinq missions supplémentaires. 
En juin 2020, Relativity Space annonce la signature d’un nouveau contrat de lancement avec Iridium. Ce contrat comprend jusqu’à six lancements dédiés pour déployer des satellites de rechange (déjà construits) en orbite terrestre basse pour la constellation Iridium Next. Selon Suzi McBride, directeur de l'exploitation d’Iridium, le fournisseur de communication par satellite a choisi de s’associer à Relativity Space en raison de sa capacité de lancement flexible et de la capacité de l’entreprise à lancer un satellite à la fois. Selon l’accord, ces lancements ne commenceront pas avant 2023. 
Lockheed Martin a annoncé le 16 octobre 2020 qu’il lancerait une mission de démonstration de gestion de l’hydrogène liquide sur Terran 1. Lockheed Martin a également précisé que le lancement utilisera le véhicule de transfert orbital Vigoride de Momentus pour abriter la charge utile cryogénique. Cette annonce est venue deux jours après que la NASA ait annoncé les récipiendaires de ses Tipping Point awards. 
En mars 2021, le ministère de la Défense américain a passé un contrat pour un lancement de Terran 1 en 2023.

### Abandon du lanceurTerran 1et refonte du lanceurTerran R
Le 12 avril 2023, Relativity Space annonce qu'elle retire du service Terran 1 pour se concentrer sur le développement de Terran R. Le premier vol de ce lanceur qui n'est désormais que partiellement réutilisable, est repoussé à 2026.

## Installations

### Siège et usine
Relativity Space a annoncé un nouveau siège social et une usine de 11 000 mètres carrés à Long Beach, en Californie, en février 2020. Ce nouveau siège social abrite à la fois les opérations commerciales et l’usine autonome de Relativity Space. Selon une interview avec le PDG Tim Ellis, l’usine n’a pas d’outillage fixe, ce qui lui permet d’être rapidement reconfigurée et autonome.

### Stennis Space Center
En mars 2018, Relativity Space a signé un bail de 20 ans au John C. Stennis Space Center, un centre d'essais de moteurs-fusées de la NASA, situé dans le Mississippi, pour tester ses composants de moteurs et pour tester son nouveau moteur-fusée, nommé Aeon 1,. En juin 2019, Relativity Space a développé ses travaux avec le Centre spatial Stennis pour inclure l’utilisation exclusive de 20 000 m2 dans le Bâtiment 9101. Relativity Space prévoit de créer 200 emplois et d’investir 59 millions de dollars dans le Mississippi au cours de ce bail de neuf ans, qui offre une option de prolongation de 10 ans.

### Cape Canaveral LC-16
Le 17 janvier 2019, Relativity Space a annoncé qu'elle avait remporté un appel d'offres concurrentiel de la United States Air Force pour la reconstruction et l'exploitation du Launch Complex 16 (LC-16), aujourd'hui désaffecté, à la Base de lancement de Cap Canaveral.

### Base de lancement de Vandenberg: Building 330
En juin 2020, Relativity Space a annoncé son intention de développer un deuxième pas de tir à la Base de lancement de Vandenberg en Californie pour lancer des charges utiles sur des orbites polaires et des orbites héliosynchrones, notamment les satellites Iridium, entre 2023 et 2030.

## Produits

### Imprimante 3D Stargate
Afin d'imprimer en 3D de gros composants, Relativity Space a créé un système nommé Stargate, qui est, selon elle, la plus grande imprimante 3D de métaux au monde,. Le système est basé sur le Direct Energie Deposition, qui utilise des faisceaux laser pour lier le métal en poudre, couche par couche, en structures précises et complexes qui comportent peu de pièces. La société souhaite imprimer au moins 95 % de son lanceur, dont les moteurs, d'ici fin 2020. La société envisage à terme d'imprimer en 3D un lanceur complet en 60 jours,.

### Moteur-fuséeAeon 1
Le moteur-fusée Aeon 1 est conçu pour générer 69 000 Newton de poussée au niveau de la mer et 113 000 Newton de poussée dans le vide. Le moteur est alimenté par du méthane liquide et de l'oxygène liquide (LOX). Fabriqué à partir d'un alliage spécifique, il comporte environ 100 pièces et est imprimé en 3D, en utilisant le frittage sélectif par laser. Relativity Space a effectué plus de 300 essais du moteur Aeon 1 à l'aide de l'installation E-3 du John C. Stennis Space Center de la NASA, dans le Mississippi. Initialement conçu avec une chambre de combustion en un alliage de nickel, Aeon 1 est modifié et utilise un alliage de cuivre, matériau qui permet d'augmenter l'efficacité du moteur. Cette modification, qui est nécessaire pour l'étage supérieur du lanceur Terran R, a été reportée sur tous les exemplaires d'Aeon 1.

### Moteur-fuséeAeon R
Le moteur-fusée Aeon R est conçu pour générer 1 300 kN de poussée. Ce sera le moteur principal du premier étage du Terran R. Relativity Space prévoit également de remplacer à terme les neuf Aeon 1 du premier étage de son lanceur Terran 1 par un unique Aeon R.

### LanceurTerran 1

Terran 1 est un lanceur à deux étages non réutilisable en cours de développement. Le premier étage utilisera neuf moteurs Aeon 1, tandis que le second utilisera un seul moteur Aeon 1. La charge utile maximale sera de 1 250 kg pour une orbite terrestre basse de 185 km, ou de 900 kg pour orbite héliosynchrone de 500 km, et de 700 kg pour une orbite héliosynchrone plus élevée (1 200 km). La fusée n'utilisera pas d'hélium pour la pressurisation mais utilisera une pressurisation autogène. Le prix de lancement annoncé est de 12 millions de dollars en juin 2020.
Le 12 avril 2023, Relativity Space annonce qu'elle retire du service Terran 1 pour se concentrer sur le développement de Terran R.

### LanceurTerran R

Le Terran R est un lanceur réutilisable en cours de développement conçu pour concurrencer la fusée Falcon 9 de SpaceX. C'est une évolution du Terran 1, avec une capacité de charge utile maximale de 20 000 kg en orbite terrestre basse. Le premier étage utilisera neuf moteurs Aeon R, tandis que le deuxième étage utilisera un moteur Aeon 1 amélioré avec une chambre de combustion en cuivre.

### Participation à la mission martienne d'Impulse Space
En juillet 2022, la société américaine Impulse Space dirigée par Tom Mueller, l'ancien responsable du système de propulsion de SpaceX, qui a joué un rôle décisif dans le succès du lanceur Falcon 9, a annoncé son intention de développer une sonde spatiale martienne qui serait entièrement autofinancée et serait lancée par le lanceur lourd Terran R. Le lancement de la mission martienne est envisagé en 2024. Un des défis du projet martien d'Impulse Space est son financement car les deux partenaires ont décidé de prendre en charge l'ensemble des coûts de cette mission. Mi 2022, la société Impulse Space a collecté environ 30 millions de dollars, une somme très loin d'être suffisante pour développer la mission martienne envisagée. Le partenariat entre les deux sociétés court jusqu'en 2029 et d'autres missions martiennes sont envisagées, qui pourraient être financées par la NASA ou des sociétés privées à la recherche de solutions à coût réduit,.